# 比尤納 (新澤西州)
比尤納（英語：Buena）是位於美國新澤西州大西洋縣的自治市鎮。

## 人口
根據2020年美國人口普查的數據，比尤納的面積為19.62平方千米，皆為陸地。當地共有人口4501人，而人口密度為每平方千米229人。